# Vlag van Toronto

Vlag van Toronto (ratio 1:2)

De vlag van Toronto werd ontworpen door Renato De Santis, een 21-jarige student aan het George Brown College. Hij won in 1974 in een wedstrijd van het Old City of Toronto Flag Design Committee. Na de samenvoeging van de stad in 1997 zocht het nieuwe stadsbestuur van Toronto naar andere ontwerpen van het publiek, maar kon er geen goedkeuren. De Santis stelde kleine wijzigingen voor aan de oorspronkelijke vlag, die in oktober 1999 werd aangenomen, om de huidige vlag te creëren. De vlag toont de tweelingtorens van het stadhuis van Toronto op een blauwe achtergrond, met het rode esdoornblad van de vlag van Canada aan de basis, wat de Raadszaal aan de voet van de torens voorstelt. De vorm van de ruimte boven en tussen de torens suggereert de letter 'T', de beginletter van de stad.
Een variant van deze vlag wordt gebruikt door de brandweerboot William Lyon Mackenzie van Toronto. De marinevlag bestaat uit de belangrijkste stadsvlag in het bovenste kanton met een reddingsvest op een tweekleurige blauwe achtergrond.